# Surin (stad)
Surin (Thais: สุรินทร์) is een stad in Noordoost-Thailand. Surin is hoofdstad van de provincie Surin en het district Surin. De stad telde in 2000 bij de volkstelling 41.487 inwoners.